# Kevin Martin
Kevin Dallas Martin, Jr. (Zanesville, Ohio, 1. veljače 1983.) američki je profesionalni košarkaš. Igra na poziciji bek šutera, a može igrati i nisko krilo. Trenutačno je član NBA momčadi Houston Rocketsa. Izabran je u 1. krugu (26. ukupno) NBA drafta 2004. od strane Sacramento Kingsa.

## Srednja škola i sveučilište
Pohađao je srednju školu Zanesville High School te je u tom razdoblju bio izabran i u All-American momčad. Nakon srednje škole, odlučio se na pohađanje sveučilišta Zapadna Karolina. Svoju sveučilišnu karijeru završio je kao četvrti strijelac u povijesti sveučilišta s 1 838 poena.

## NBA karijera

### Sezona 2004./05.
Izabran je kao 26. izbor NBA drafta 2004. od strane Sacramento Kingsa. U svojoj rookie sezoni prosječno je postizao 2.9 poena, 1.3 skokova i 0.5 asistencija za samo 10 minuta u igri.

### Sezona 2005./06.
Iduće sezone, Martin je dobio veću minutažu te je poboljšao svoj prosjek na 10.8 poena, 3.6 skokova i 1.3 asistencija po utakmici. Zbog nekoliko ozljeda i izostanka Rona Artesta, Martin se nametnuo kao jedan od važnijih igrača Kingsa. Posebice je poznat njegov koš sa zvukom sirene u trećoj utakmici prvog kruga doigravanja, protiv San Antonio Spursa, kojim je Kingsima donio pobijedu i prednost u seriji od 2-1.

### Sezona 2006./07.
U sezoni 2006./07. Martin je postao jedan od najboljih bek šutera u ligi, te je prosječno postizao 20.2 poena, 4.3 skokova i 2.2 asistencije po utakmici uz šut iz igre od 47%. Na kraju sezone, Martin je završio drugi u poretku, iza Monte Ellisa, za igrača koji je najviše napredovao. 28. kolovoza 2007. Martin je potpisao petogodišnje produženje ugovora vrijedno 55 milijuna dolara.

### Sezona 2007./08.
U sezonu 2007./08. Martin je krenuo sjajno te je nakon 15 utakmica imao prosjek od 29.6 poena. Sezonu je završio sa sjajnim prosjekom od 23.7 poena, 4.5 skokova i 2.1 asistencija po utakmici uz šut iz igre od 45%. 7. ožujka 2008., u utakmici s Minnesota Timberwolvesima, Martin je postigao čak 48 poena.

### Sezona 2008./09.
Nakon Artestovog odlaska u Rocketse, Martin je postao vođa franšize Kingsa. Već u početku sezone, Martin je ozlijedio zglob, zbog čega je bio prisiljen propustiti 15 utakmica. Sezonu je završio s prosjekom od 24.3 poena, a 1. travnja 2009., u utakmici s Golden State Warriorsima, Martin je postigao učinak karijere od čak 50 poena.

### Sezona 2009./10.
18. veljače 2010. Martin je mijenjan u Houston Rocketse kao dio velike zamjene u kojoj su sudjelovale tri momčadi.

## NBA statistika

### Regularni dio
| Godina    | Klub       | Odig. uta. | Uta. poč. | Min. | 2P%  | 3P%  | Sl. bac.% | Skok. | Asist. | Ukr. lop. | Blok. | Poena |
| --------- | ---------- | ---------- | --------- | ---- | ---- | ---- | --------- | ----- | ------ | --------- | ----- | ----- |
| 2004./05. | Sacramento | 45         | 0         | 10.1 | .385 | .200 | .655      | 1.3   | .5     | .4        | .1    | 2.9   |
| 2005./06. | Sacramento | 72         | 41        | 26.6 | .480 | .369 | .847      | 3.6   | 1.3    | .8        | .1    | 10.8  |
| 2006./07. | Sacramento | 80         | 80        | 35.2 | .473 | .381 | .844      | 4.3   | 2.2    | 1.2       | .1    | 20.2  |
| 2007./08. | Sacramento | 61         | 57        | 36.3 | .456 | .402 | .869      | 4.5   | 2.1    | 1.0       | .1    | 23.7  |
| 2008./09. | Sacramento | 51         | 46        | 38.2 | .420 | .415 | .867      | 3.6   | 2.7    | 1.2       | .2    | 24.6  |
| Ukupno    |            | 309        | 224       | 30.3 | .454 | .389 | .852      | 3.6   | 1.8    | .9        | .1    | 16.9  |

### Doigravanje
| Godina    | Klub       | Odig. uta. | Uta. poč. | Min. | 2P%  | 3P%  | Sl. bac.% | Skok. | Asist. | Ukr. lop. | Blok. | Poena |
| --------- | ---------- | ---------- | --------- | ---- | ---- | ---- | --------- | ----- | ------ | --------- | ----- | ----- |
| 2005./06. | Sacramento | 6          | 1         | 32.8 | .407 | .316 | 1.000     | 5.0   | .5     | .5        | .3    | 13.2  |
| Ukupno    |            | 6          | 1         | 32.8 | .407 | .316 | 1.000     | 5.0   | .5     | .5        | .3    | 13.2  |

## Vanjske poveznice
- Profil na NBA.com
- Profil  Arhivirana inačica izvorne stranice od 5. ožujka 2010. (Wayback Machine) na Basketball-Reference.com
- Profil na Yahoo.com